# Сьвериж-Другий
Сьвериж-Другий (пол. Świeryż Drugi) — село в Польщі, у гміні Лович Ловицького повіту Лодзинського воєводства.
Населення — 214 осіб (2011).
У 1975-1998 роках село належало до Скерневицького воєводства.

## Демографія
Демографічна структура станом на 31 березня 2011 року:
|          | Загалом | Допрацездатний вік | Працездатний вік | Постпрацездатний вік |
| -------- | ------- | ------------------ | ---------------- | -------------------- |
| Чоловіки | 97      | 21                 | 61               | 15                   |
| Жінки    | 117     | 21                 | 69               | 27                   |
| Разом    | 214     | 42                 | 130              | 42                   |